# Maciej Biega
Maciej Biega (* 7. Februar 1989 in Sanok) ist ein ehemaliger polnischer Eisschnellläufer.

## Werdegang
Biega wurde zweimal polnischer Juniorenmeister im Mehrkampf und belegte bei den Juniorenweltmeisterschaften 2006 in Erfurt den 34. Platz im Kleinen Mehrkampf sowie den 11. Rang in der Teamverfolgung. Bei den Juniorenweltmeisterschaften zwei Jahre später in Changchun kam er erneut auf den 11. Platz in der Teamverfolgung und nahm in Berlin erstmals am Eisschnelllauf-Weltcup teil, wobei er in der B-Gruppe die Plätze 23 und 18 über 500 m sowie in der B-Gruppe den 16. Platz über 1000 m errang. Bei den Olympischen Winterspielen 2010 in Vancouver belegte er den 38. Platz über 500 m. In der Saison 2012/13 erreichte er in Harbin mit dem vierten Platz in der B-Gruppe über 1000 m sein bestes Ergebnis im Weltcup und absolvierte in der Saison 2013/14 in Berlin seinen letzten Weltcup, welchen er in der B-Gruppe auf dem 17. Platz über 500 m beendete.

## Erfolge

### Olympische Spiele
- 2010 Vancouver: 38. Platz 500 m

### Persönliche Bestzeiten
| Disziplin | Zeit         | Datum              | Ort            |
| --------- | ------------ | ------------------ | -------------- |
| 500 m     | 35,55 s      | 15. November 2013  | Salt Lake City |
| 1000 m    | 1:10,32 min  | 20. Januar 2013    | Calgary        |
| 1500 m    | 1:47,72 min  | 15. November 2013  | Salt Lake City |
| 3000 m    | 4:00,66 min  | 24. September 2010 | Minsk          |
| 5000 m    | 7:10,54 min  | 4. November 2006   | Berlin         |
| 10000 m   | 15:47,77 min | 18. Dezember 2011  | Zakopane       |